# Star Wars Eclipse
Star Wars Eclipse — предстоящая видеоигра, разрабатываемая Quantic Dream и издаваемая Lucasfilm Games.

## Разработка
Игра была анонсирована на мероприятии The Game Awards 2021.
Игра разрабатывается двумя филиалами Quantic Dream в Париже и Монреале.

## Музыка
Quantic Dream наняла Ниму Фахрару для создания саундтрека к игре. Этот композитор ранее написал саундтрек к игре «Detroit: Become Human».

## Скандал
В 2018 году несколько сайтов обвинили Quantic Dream в токсичной студийной культуре, пропагандирующей расизм, сексизм и гомофобию. С этого объявления многие фанаты развернули кампанию против Quantic Dream, а после анонса игры в 2021 и Lucasfilm Games, призывая прекратить разработку и проект в целом.